# Maksim Plotnikaŭ
Maksim Dzmitryevič Plotnikaŭ (in bielorusso Максім Дзмітрыевіч Плотнікаў?; Pinsk, 29 gennaio 1998) è un calciatore bielorusso, portiere dello Slavija-Mazyr e della nazionale bielorussa.

## Carriera

### Club
Ha giocato nella prima divisione dei campionati bielorusso e kazako.

### Nazionale
Ha giocato nelle nazionali giovanili bielorusse Under-17, Under-19 ed Under-21.
Nel 2019 ha esordito nella nazionale maggiore.

## Statistiche

### Cronologia presenze e reti in nazionale
| Cronologia completa delle presenze e delle reti in nazionale ― Bielorussia | Cronologia completa delle presenze e delle reti in nazionale ― Bielorussia | Cronologia completa delle presenze e delle reti in nazionale ― Bielorussia | Cronologia completa delle presenze e delle reti in nazionale ― Bielorussia | Cronologia completa delle presenze e delle reti in nazionale ― Bielorussia | Cronologia completa delle presenze e delle reti in nazionale ― Bielorussia | Cronologia completa delle presenze e delle reti in nazionale ― Bielorussia | Cronologia completa delle presenze e delle reti in nazionale ― Bielorussia |
| Data                                                                       | Città                                                                      | In casa                                                                    | Risultato                                                                  | Ospiti                                                                     | Competizione                                                               | Reti                                                                       | Note                                                                       |
| -------------------------------------------------------------------------- | -------------------------------------------------------------------------- | -------------------------------------------------------------------------- | -------------------------------------------------------------------------- | -------------------------------------------------------------------------- | -------------------------------------------------------------------------- | -------------------------------------------------------------------------- | -------------------------------------------------------------------------- |
| 9-9-2019                                                                   | Cardiff                                                                    | Galles                                                                     | 1 – 0                                                                      | Bielorussia                                                                | Amichevole                                                                 | -1                                                                         |                                                                            |
| 29-3-2022                                                                  | Al Muharraq                                                                | Bielorussia                                                                | 1 – 0                                                                      | Bahrein                                                                    | Amichevole                                                                 | -                                                                          |                                                                            |
| 25-9-2022                                                                  | Bačka Topola                                                               | Slovacchia                                                                 | 1 – 1                                                                      | Bielorussia                                                                | UEFA Nations League 2022-2023 - 1º turno                                   | -1                                                                         |                                                                            |
| 28-3-2023                                                                  | Bucarest                                                                   | Romania                                                                    | 2 – 1                                                                      | Bielorussia                                                                | Qual. Euro 2024                                                            | -2                                                                         |                                                                            |
| 9-9-2023                                                                   | Andorra la Vella                                                           | Andorra                                                                    | 0 – 0                                                                      | Bielorussia                                                                | Qual. Euro 2024                                                            | -                                                                          |                                                                            |
| 12-9-2023                                                                  | Tel Aviv                                                                   | Israele                                                                    | 1 – 0                                                                      | Bielorussia                                                                | Qual. Euro 2024                                                            | -1                                                                         |                                                                            |
| Totale                                                                     |                                                                            | Presenze                                                                   | 6                                                                          |                                                                            | Reti                                                                       | -5                                                                         |                                                                            |